# Mesochorus pectinellus
Mesochorus pectinellus là một loài tò vò trong họ Ichneumonidae.